# Васкони
Васконите (на латински: Vascones, ед.ч. Vasco) са древен народ, който по време на римската колонизация населявал региона на съвременните испански провинции Навара, Ла Риоха и северозападен Арагон.
Васконите са предходници на баските, които наследяват името им.